# Tom Burns (Soziologe)

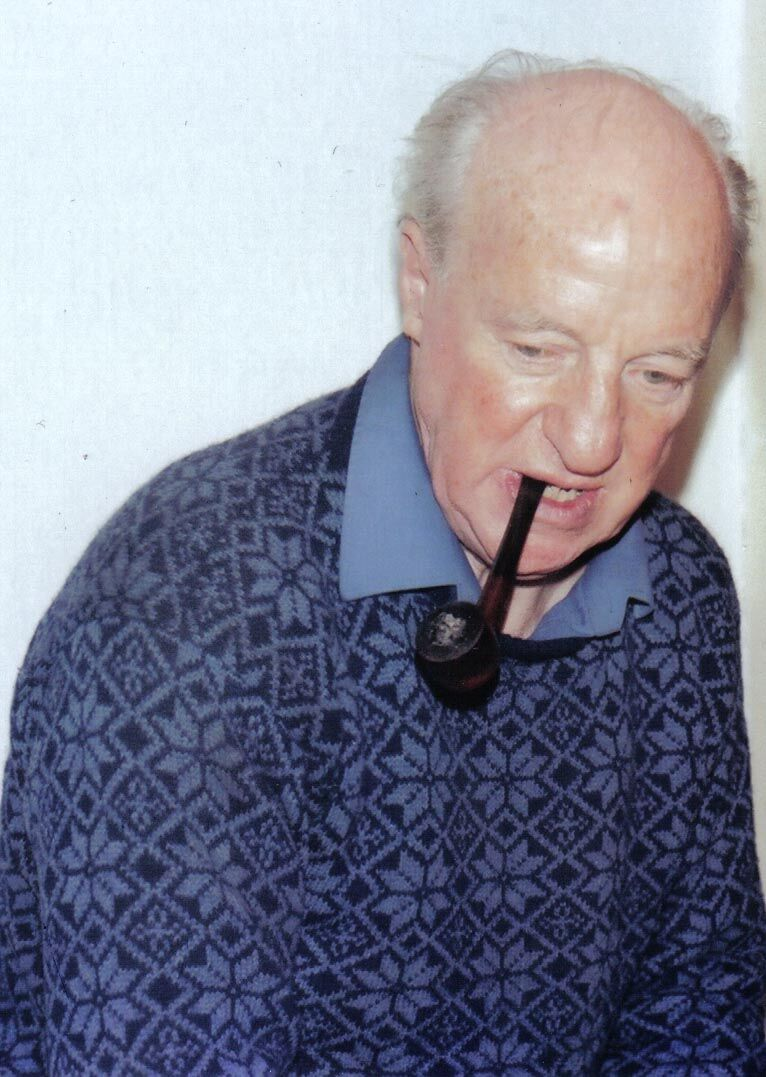
Tom Burns, 1995

Tom Burns (* 16. Januar 1913 in London; † 20. Juni 2001 in Edinburgh) war ein britischer Industrie- und Organisationssoziologe.

## Leben und Werk
Nach seinem Bachelor-of-Arts-Abschluss an der Bristol University unterrichtete er 1935–39 an Privatschulen. Während des Krieges diente er von 1939 bis 1945 in der Friends' Ambulance Unit. 1941–43 war er deutscher Kriegsgefangener auf Kreta. 1945–49 arbeitete er als Forschungsassistent in der West Midland Group on Post-war Reconstruction and Planning. 1949 wurde er Dozent (Lecturer) an der Edinburgh University, wo er 1965 Soziologie als eigenes Fach begründete, das er dann als sein erster Professor und Direktor bis zur Emeritierung 1981 vertrat.
Seine in Kooperation mit dem Psychologen George M. Stalker durchgeführte Untersuchung The Management of Innovation war ein Meilenstein in der Entwicklung der Organisationstheorie (vgl. Situativer Ansatz). Die Untersuchung umfasste 20 Firmen der elektronischen Industrie und differenzierte diese nach "mechanischen" und "organischen" Managementsystemen. Erstere operierten unter stabilen Technik- und Marktbedingungen, letztere unter Bedingungen rapide wechselnder Technologien auf unsicheren Märkten. Da die Forscher diese Bedingungen für die zukünftig vorherrschenden hielten, erwarteten sie auch eine Ausbreitung von organischen Systemen, die aufgrund ihrer nicht-hierarchischen und netzwerkförmigen Kontrollstruktur sich besser an instabile Verhältnisse anzupassen vermögen.
Im Alter verfasste er eine Biographie des amerikanischen Soziologen Erving Goffman.
Burns gehörte zu den ersten Soziologen, die Mitglied der British Academy wurden.
Aus seiner Ehe (seit 1944) mit Mary Clark gingen ein Sohn und vier Töchter hervor.

## Schriften
- Micropolitics: Mechanisms of Institutional Change. In: Administrative Science Quarterly. 1961.
- mit George M. Stalker: The Management of Innovation. Tavistock, London 1961.
- als Hrsg.: Industrial Man. Penguin, Harmondsworth 1969.
- The BBC: Public Institution and Private World. Macmillan, London 1977.
- Erving Goffman. Routledge, London 1991.
- Description, Explanation and Understanding: Selected Writings 1944-80. Edinburgh University Press, Edinburgh 1995.